# Parafia św. Józefa w Zakrzewie (diecezja włocławska)
Parafia Świętego Józefa w Zakrzewie – rzymskokatolicka parafia położona we wsi Zakrzewo. Administracyjnie należy do diecezji włocławskiej (dekanat aleksandrowski). 
Odpust parafialny odbywa się w święto św. Józefa – 19 marca.

## Duszpasterze
- proboszcz: ks. Mariusz Idczak (od 2017)

## Kościoły
- kościół parafialny: Kościół św. Józefa w Zakrzewie